# 함경남도의 행정 구역
함경남도의 행정 구역은 2012년 1월 1일을 기준으로 3시 15개 군, 1구 1개 지구로 구성되어 있다.

## 도시
함흥, 단천시, 신포시